# Òxids de titani

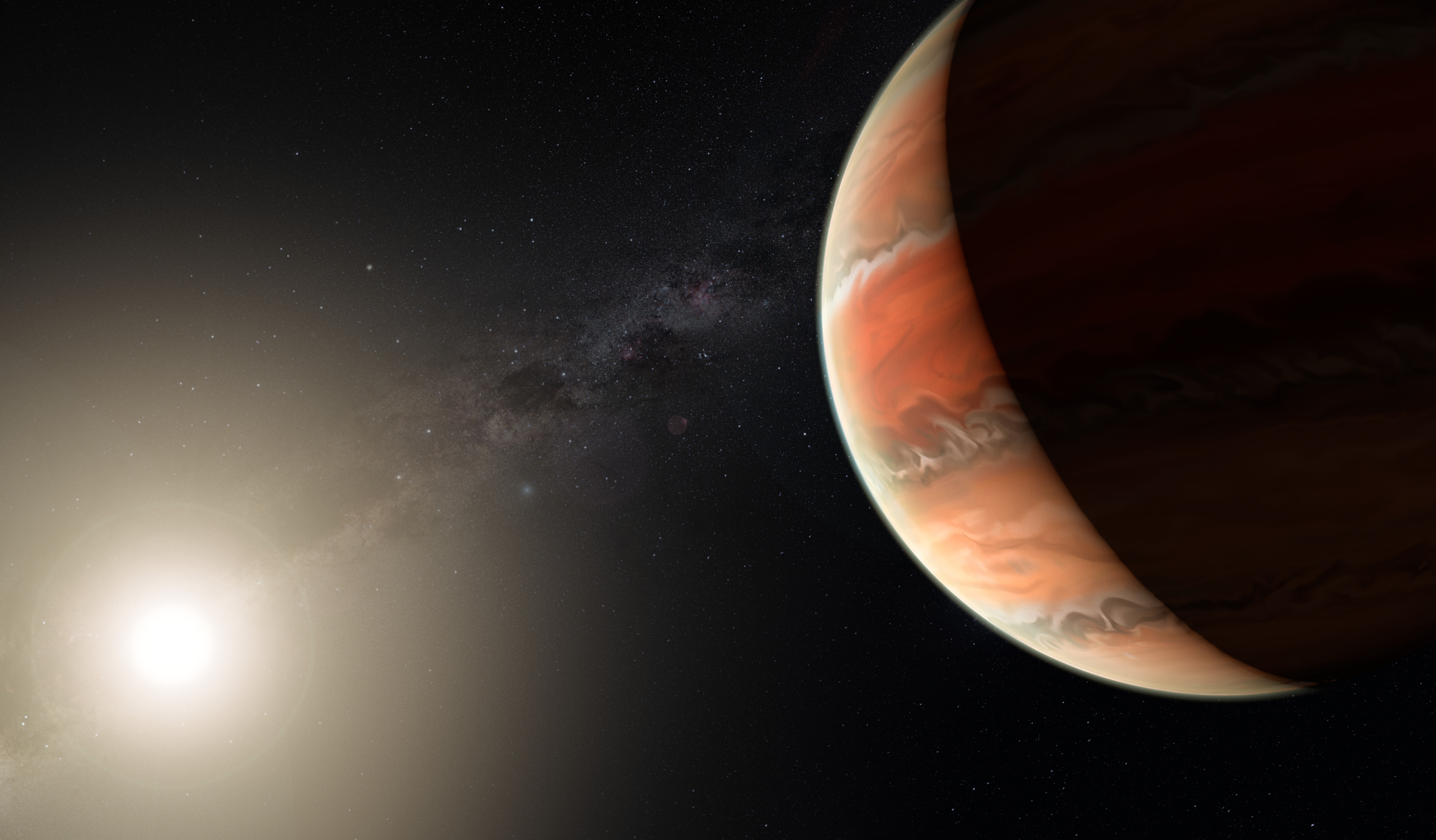
Impressió artística de l'exoplaneta WASP-19b, en què els astrònoms de l'atmosfera van detectar òxid de titani.

Els compostos químics de titani i oxigen s'anomenen òxids de titani, on l'oxigen té el nombre d'oxidació (II) i els compostos d'aquest tipus s'anomenen òxids. El titani forma una gran sèrie d'òxids diferents, dels quals l'òxid de titani (IV) (diòxid de titani, TiO ₂ ) és el més important. A part d'aquest òxid polimòrfic, hi ha una sèrie de subòxids no estequiomètrics de titani, les anomenades fases de Magnéli Ti n O 2n-1 (4 ≤ n ≤ 10), així com l' òxid de titani (III) (Ti ₂ O). ₃ ) i òxid de titani (II) (TiO).

## Òxids de titani reduïts
Un òxid de titani reduït comú és el TiO, també conegut com a monòxid de titani. Es pot preparar a partir de diòxid de titani i metall de titani a 1500 °C.
Ti₃O5, Ti4O7 i Ti5O9 són òxids no estequiomètrics. Aquests compostos es formen normalment a altes temperatures en presència d'excés d'oxigen. Com a resultat, presenten propietats estructurals i electròniques úniques, pel que s'utilitzen entre altres aplicacions en elements calefactors i s'han estudiat pel seu ús potencial en diverses aplicacions, com ara sensors de gas, bateries d'ions de liti i fotocatàlisi.

## Tipus[5]
- El Ti₃O (TiO0,33) està present en una estructura en capes que està estretament relacionada amb el iodur antibismut (III).[6] Propietari del Raumgruppe P312.[7]
- Ti₂O (TiO0,5) és un sòlid gris metàl·lic conegut com hemiòxid de titani.[8] Cristal·litza en el tipus de iodur trigonal anticadmi (II) (politipus 2H).[9]
- El TiO existeix en el rang de Ti0,64O fins Ti1,26O. són unes pólvores elèctricament conductores de color groc daurat amb una estructura de cristall tipus clorur sòdic.[8] En el rang per sota de TiO 0,75 poden ser un altre compost diferent amb una estructura cristal·lina de tipus nitrur de tàntal.[10]
- El TiO₂ és un sòlid blanc que es presenta de forma natural en forma de les modificacions anatasa, akaogita, brookita, rutil i riesita. A part d'aquests, es coneixen altres modalitats produïdes sintèticament.
- Ti₂O₃ (TiO1,5) són unes pólvores de color porpra fosc amb un isotip d'estructura cristal·lina trigonal a la del corindó amb el grup espacial R. Existeix en el rang de TiO1,49 fins TiO ,51.[8] A la natura, el compost es coneix com el mineral tistarita.[11]
- Ti₃O5 (TiO1,66) es coneix com un sòlid blau fosc anomenat anosowita i com una formació mineral natural anomenada kaitianita (més precisament Ti3+₂Tu4+O5). El compost té una estructura cristal·lina monoclínica amb el grup espacial C2/c (Núm. 15) Raumgruppe / 15. a temperatura ambient.[12] La variant d'alta temperatura des de 120 °C té una estructura de cristall ortorròmbic del tipus pseudobrookita.[8] Fins a una temperatura de 175 °C el compost és un semiconductor, per sobre de la qual esdevé conductor metàl·lic.[10]
- Del Ti4O7 fins al Ti10O19 (TiO1,75-TiO1,90) es coneixen com a fases d'Andersson-Magneli i cristal·litzen en el sistema cristal·lí triclínic amb el A1 (Número 1, posició 3).[8] En aquests TiO 6 els octaedres s'uneixen d'una manera complexa. A part d'aquests, hi ha una altra sèrie homòloga d'estructures de cisalla en el rang de TiO1,94 fins a TiO1,97 (16 ≤ n ≤ 36).[10]